# Campylorhynchus
Genre
Campylorhynchus est un genre de passereaux d'Amérique appartenant à la famille des Troglodytidae.

## Liste des espèces
D'après la classification de référence (version 2.3, 2009) du Congrès ornithologique international (ordre phylogénique) :
- Campylorhynchus albobrunneus – Troglodyte à tête blanche
- Campylorhynchus zonatus – Troglodyte zoné
- Campylorhynchus megalopterus – Troglodyte zébré
- Campylorhynchus nuchalis – Troglodyte rayé
- Campylorhynchus fasciatus – Troglodyte fascié
- Campylorhynchus chiapensis – Troglodyte géant
- Campylorhynchus griseus – Troglodyte bicolore
- Campylorhynchus rufinucha – Troglodyte à nuque rousse
- Campylorhynchus humilis – (?)
- Campylorhynchus capistratus – (?)
- Campylorhynchus gularis – Troglodyte tacheté
- Campylorhynchus jocosus – Troglodyte de Boucard
- Campylorhynchus yucatanicus – Troglodyte du Yucatan
- Campylorhynchus brunneicapillus – Troglodyte des cactus
- Campylorhynchus turdinus – Troglodyte grivelé